# Estación Hidroeléctrica (estación de tren)
La Estación Hidroeléctrica es una estación de trenes ubicada en el distrito de Machu Picchu de la provincia de Urubamba del departamento del Cusco, Perú. Esta estación es la última del ramal Sur Oriente del Ferrocarril del Sur y sirve principalmente a la Central Hidroeléctrica de Machu Picchu.  Administrada por la empresa Ferrocarril Trasandino, recibe al "tren local" de la empresa PeruRail exclusivo para transporte de habitantes de la zona o ciudadanos peruanos. Los trenes turísticos no llegan a esta estación ya que terminan su recurrido en la estación Aguas Calientes.

## Servicios
La Central Hidroeléctrica de Machu Picchu se construyó entre 1958 y 1963 y, para el traslado de sus trabajadores, fue servido por esta estación que le permitía comunicarse con el Cusco y, también, con los pueblos de la provincia de La Convención. Desde que en 1998 fue cerrado el tramo a Quillabamba, esta estación se convirtió en la estación final de la ruta.